# Count Basie
William James "Count" Basie (Red Bank, 21 de agosto de 1904 – Hollywood, 26 de abril de 1984) foi um pianista, organista, compositor e regente (bandleader) estadunidense.
Em 1935, Basie formou sua própria orquestra de jazz, a Count Basie Orchestra. Em 1936, a banda se estabeleceu em Chicago para sua primeira gravação. Basie foi o líder do grupo por quase 50 anos, criando inovações como o uso de dois saxofonistas "split", enfatizando a seção de ritmo, tocando com uma grande banda, usando arranjadores para ampliar seu som e entre outras. Muitos músicos proeminentes trabalharam sob sua direção, incluindo os saxofonistas Lester Young e Herschel Evans, o guitarrista Freddie Green, os trompetistas Buck Clayton e Harry Edison, e os cantores Jimmy Rushing, Helen Humes, Thelma Carpenter e Joe Williams.
Foi autor de temas, como "One o'clock Jump" e "Jumpin' at the Woodside" que foram interpretados, respectivamente, por Duke Ellington e Benny Goodman e suas orquestras. Foi chamado de "Count" (Conde em português), devido sua importância na era do Swing, junto com Benny Goodman (Rei), Duke Ellington (Duque), Lester Young (Presidente) e Billie Holliday (Dama).
Em 1958, Basie se tornou o primeiro negro a ganhar um Grammy Award.

## Biografia
William Basie nasceu em Red Bank, Nova Jérsei, em 1904. Era filho de Lillian and Harvey Lee Basie. Seu pai trabalhava como cocheiro e zelador de um juiz rico. Com a substituição dos cavalos e carruagens por veículos automotivos, seu pai se tornou jardineiro e "faz-tudo" de várias famílias ricas da região. Seus pais eram amantes da música. Enquanto Harvey tocava melofone, sua mãe tocava piano, tendo sido a primeira professora do filho. Lillian lavava roupas e vendia bolos para ajudar nas despesas da casa.
Basie foi para a escola, onde se tornou o melhor aluno. Tinha o sonho de viajar o mundo, inspirado pelas festas e circos itinerantes que chegavam à cidade. Boa parte de sua infância, porém ele passou em Red Bank, cantando no coral onde ganhou entrada livre por suas performances. Logo ele aprendeu a improvisar canções que tocavam entre os atos do cinema mudo.
Ainda que tocasse piano muito bem, seu instrumento preferido era a bateria, mas ele se sentiu desencorajado a continuar na bateria por talentos como Sonny Greer, também de Red Bank e que se tornou o baterista de Duke Ellington em 1919. Assim, ele continuou no piano e passou a tocá-lo exclusivamente a partir dos 15 anos. Greer e Basie tocaram juntos muito antes de Basie começar sua carreira. Na época, Basie tocava em bailes, shows amadores, hotéis e festas.

## Carreira
Em 1920, Basie foi para o Harlem, o centro cultural do jazz, indo morar a menos de um quarteirão do The Harlem Alhambra, local onde muitas celebridades do jazz e do blues se apresentaram, como Billie Holiday. Logo após sua chegada, encontrou Sonny Greer, que já era o baterista dos Washingtonians, a primeira banda de Duke Ellington. Basie conheceu muitos músicos famosos do cenário do jazz do Harlem na época, como James P. Johnson e Willie Smith, "o Leão" do piano.
Basie excursionou em vários shows entre 1925 e 1927, que o levaram para Kansas City, St. Louis, Nova Orleans e Chicago. Em uma dessas viagens, ele conheceu muitos músicos, incluindo Louis Armstrong. Como pianista, músico e até diretor de artistas, ele trabalhou em vários shows e circuitos de vaudeville, o que foi crucial para sua carreira posterior.
Seu primeiro emprego fixo foi em 1925 no Leroy's, como pianista. O lugar era famoso por seus concursos ao piano e por receber as celebridades da região. Lá conheceu Fats Waller, organista no Lincoln Theatre do Harlem e que fazia o acompanhamento de filmes mudos. Foi com ele que Basie aprendeu a tocar órgão e chegou a tocar o instrumento no Eblon Theater, em Kansas City. Precisou contar com a ajuda de amigos para poder pagar as contas e aproveitou para conhecer outros músicos e aprender novas técnicas ao piano.
Em 1928, Basie estava em Tulsa, onde assistiu a um show de Walter Page e sua famosa banda, Oklahoma City Blue Devils, uma das primeiras big bands, com Jimmy Rushing nos vocais. Meses depois, foi convidado a integrar a banda, que tocava principalmente no Texas e em Oklahoma. Foi por volta dessa época que ele começou a ser chamado de "Count" (conde) Basie, como referência à "realeza" do jazz.

## Vida pessoal
Basie se casou com Vivian Lee Winn, em Kansas City, em 21 de julho de 1930. Em algum momento de 1935, o casal se divorciou. Basie voltou um pouco antes do divórcio para Nova Iorque, onde se mudou para Manhattan. Em 13 de julho de 1940, ele se casou com Catherine Morgan, em Seattle. Em 1942, o casal se mudou para o Queens. A única filha do casal, Diane, nasceu em 6 de fevereiro de 1944 com paralisia cerebral. Os médicos disseram que ela nunca andaria. Mas o casal não desistiu da filha, que recebeu cuidados médicos e fisioterapia, e não apenas aprendeu a andar como também a nadar.
Em 11 de abril de 1983, Catherine morreu devido a um problema cardíaco na residência do casal em Freeport, nas Bahamas, aos 67 anos.

## Morte
Basie morreu em 26 de abril de 1984, em Hollywood, na Flórida, aos 79 anos, devido a um câncer de pâncreas. Ele foi sepultado no Cemitério Parque Memorial de Pinelawn, em East Farmingdale, condado de Suffolk, em Nova Iorque.

## Discografia
Count Basie fez a maioria de seus álbuns com sua big band. Veja a Count Basie Orchestra.
De 1929 a 1932, Basie fez parte da Kansas City Orchestra de Bennie Moten:
- Count Basie in Kansas City: Bennie Moten's Great Band of 1930-1932 (RCA Victor, 1965)
- Basie Beginnings: Bennie Moten's Kansas City Orchestra (1929–1932) (Bluebird/RCA, 1989)
- The Swinging Count!, (Clef, 1952)
- Count Basie Presents Eddie Davis Trio + Joe Newman (Roulette, 1958)
- The Atomic Mr. Basie (Roulette, 1958)
- Memories Ad-Lib com Joe Williams (Roulette, 1958)
- Basie/Eckstine Incorporated com Billy Eckstine ( Roulette 1959)
- String Along with Basie (Roulette, 1960)
- Count Basie and the Kansas City 7 (Impulse!, 1962)
- Basie Swingin' Voices Singin' com the Alan Copeland Singers (ABC-Paramount, 1966)
- Basie Meets Bond (United Artists, 1966)
- Basie's Beatle Bag (Verve, 1966)
- Basie on the Beatles (Verve, 1969)
- Loose Walk com Roy Eldridge (Pablo, 1972)
- Basie Jam (Pablo, 1973)
- The Bosses com Big Joe Turner (1973)
- For the First Time (Pablo, 1974)
- Satch and Josh com Oscar Peterson (Pablo, 1974)
- Basie & Zoot com Zoot Sims (Pablo, 1975)
- Count Basie Jam Session at the Montreux Jazz Festival 1975 (Pablo, 1975)
- For the Second Time (Pablo, 1975)
- Basie Jam 2 (Pablo, 1976)
- Basie Jam 3 (Pablo, 1976)
- Kansas City 5 (Pablo, 1977)
- The Gifted Ones com Dizzy Gillespie (Pablo, 1977)
- Montreux '77 (Pablo, 1977)
- Basie Jam: Montreux '77 (Pablo, 1977)
- Satch and Josh...Again com Oscar Peterson (Pablo, 1977)
- Night Rider com Oscar Peterson (Pablo, 1978)
- Count Basie Meets Oscar Peterson – The Timekeepers (Pablo, 1978)
- Yessir, That's My Baby com Oscar Peterson (Pablo, 1978)
- Kansas City 8: Get Together (Pablo, 1979)
- Kansas City 7 (Pablo, 1980)
- On the Road (Pablo, 1980)
- Kansas City 6 (Pablo, 1981)
- Mostly Blues...and Some Others (Pablo, 1983)
- 88 Basie Street (Pablo, 1983)

### Acompanhando
Com Eddie Lockjaw Davis
- Count Basie Presents Eddie Davis Trio + Joe Newman (Roulette, 1957)

Com Harry Edison
- Edison's Lights (Pablo, 1976)

com Benny Goodman
- The Famous 1938 Carnegie Hall Jazz Concert (Columbia, 1939)
- Solo Flight: The Genius of Charlie Christian (Columbia, 1939)

Com Jo Jones
- Jo Jones Special (Vanguard, 1955)

Com Joe Newman
- Joe Newman and the Boys in the Band (Storyville, 1954)

Com Paul Quinichette
- The Vice Pres (Verve, 1952)

Com Lester Young
- The Complete Savoy Recordings (Savoy, 1944)

## Filmografia
- Policy Man (1938)[8]
- Hit Parade of 1943 (1943) – como ele mesmo
- Top Man (1943) – como ele mesmo
- Sugar Chile Robinson, Billie Holiday, Count Basie and His Sextet (1950) – como ele mesmo
- Jamboree (1957)
- Cinderfella (1960) – como ele mesmo
- Sex and the Single Girl (1964) – como ele mesmo com sua orquestra
- Blazing Saddles (1974) – como ele mesmo com sua orquestra
- Last of the Blue Devils (1979) – entrevista e concerto da orquestra em documentário sobre a música de Kansas City